# Lindsaea eximia
Lindsaea eximia är en ormbunkeart som beskrevs av Edwin Bingham Copeland. Lindsaea eximia ingår i släktet Lindsaea och familjen Lindsaeaceae. Inga underarter finns listade.